# Втрати силових структур внаслідок російського вторгнення в Україну (липень 2025)
У статті наведено список втрат українських військовослужбовців у російсько-українській війні за липень 2025 року (включно).

## Поіменний перелік

### 1 липня
- Захаревич Сергій Анатолійович — полковник, командир 110 ОМБр. Загинув в селі Гуляйполе Дніпропетровської області[1][2][3][4]
- Черевко Роман[5]
- Мірзаєв Валерій Леонідович — загинув на Дніпропетровщині.[6]
- Знак Богдан — в.ч. А5011. 14.05.1975, м. Львів

### 2 липня
- Орищенко Роман Михайлович — капітан, 72 ОМБр. 28 січня 1978, м. Тальне Черкаської області. Загинув внаслідок удару російських авіабомб[7][8]

### 3 липня
- Турик Андрій Степанович — молодший сержант, в/ч А5044. 35 років, с. Більська Воля. Загинув в районі села Великий Вистороп на Сумщині.[9]
- Гарькавенко Антон — солдат. 08.01.1992 р.н., м. Дніпродзержинськ. Загинув на Донеччині.[10]

### 4 липня
- Бручко Сергій Іванович — м. Устилуг Володимирського району[11]
- Іващенко Денис — солдат. 29.02.1996 р.н., м. Шостка. Загинув в районі Юнаківки на Сумщині.[12]
- Марсель Віталій — 116 ОМБр. 24.11.1982, м. Львів[13]

### 5 липня
- Хімченко Дмитро Сергійович — солдат, 91 ОБрП. 16.01.1984 р.н..[14]
- Бербеничук Дмитро — гранатометник. с. Космач. Загинув в Запорізькій області[15]
- Могилат Олександр («Балу») —27.5.1997

### 6 липня
- Айнагоз Євген — 125 ОБрТрО. 27.01.1987, м. Маріуполь[16]

### 7 липня
- Бутаков Олександр Олександрович — молодший лейтенант, командир взводу, 102 ОБрТрО. 14.08.1985, с. Черник. Загинув поблизу Гуляйполя Запорізької області від удару FPV-дрону[17]
- Чусовітін Андрій — 125 ОБрТрО. 8.10.1981, м. Львів[16]

### 8 липня
- Федорчак Роман — старший лейтенант, командир роти, 65 ОМБр. 24 березня 1994, Лисець. Загинув поблизу села Новоданилівка Пологівського району[18]
- Росляков Євгеній В'ячеславович — лейтенант. 20 листопада 2000[19]
- Томенчук Андрій Романович — сержант, командир взводу, батальйон оперативного призначення імені Сергія Кульчицького. 16 грудня 2001, с. Ценява. Загинув в біля села Удачне Донецької області[20]

### 9 липня
- / Махдієва Аміна — санітарний інструктор медичного пункту, 72 ОМБр. 6.2.1982. Загинула в районі села Новопавлівка Дніпропетровської області[21]
- Рудько Ігор — 38 ОБрМП. 17.03.1994, м. Львів

### 10 липня
- Воронич Іван — 19.07.1974, м. Ужгород[16]
- Осіпов Олексій Миколайович — 26.04.1976[22]
- Яровий Олег Вікторович — 108 ОШБ «Вовки Да Вінчі», 2002. Герой України (помертно)[23]
- Богатирьов Дмитро («Богатир») — рота ударних БПЛА «Чорний Стриж», 103 ОБрТрО. 15.05.1999, м. Львів[24]
- Стрийський Андрій («Марципан») — рота ударних БПЛА «Чорний Стриж», 103 ОБрТрО. 30.01.1999, м. Львів[24]

### 11 липня
- Гуцуляк Василь — старший солдат. 1983, м. Снятин. Загинув в Донецькій області[25].
- Пелех Юрій Миколайович — старший солдат,  102 ОБрТрО. 17.08.1969. Загинув внаслідок стрілецького бою в районі села Малинівка, Пологівського району Запорізької області [26].

### 12 липня
- Голодюк Ігор Петрович — сержант, старший стрілець, 78-й батальйон, 102 ОБрТрО. 8 лютого 1975, с. Загвіздя. Загинув в районі села Малинівка, Пологівського району Запорізької області[27].
- Гнип Ярослав («Сява») — 31.07.1981, с. Середкевичі[28]

### 13 липня
- Кочут Михайло — 8.12.1969, с. Воля-Висоцька[28]

### 14 липня
- Глушко Сергій Миколайович — 19.03.1978[29]
- Пинило Михайло — сапер 128 ОГШБр. 30 травня 1986. Загинув поблизу селища Комишуваха на Запорізькому напрямку[30]
- Мілостной Олександр Олександрович — старший солдат. Помер у лікарні Дніпра.[31]

### 15 липня
- Броневич Ігор — сержант, 106 ОБТрО, 109 ОБрТрО[32]
- Лукашевський Володимир — Краматорський прикордонний загін «Форпост». 21.7.1988, м. Львів[33]

### 16 липня
- Панькевич Богдан («Волк») — 108 ОШБ «Вовки Да Вінчі». 8.8.1995
- Запотічний Руслан — 50-й полк НГ імені полковника Семена Височана. с. Чагрів[34][35][36]
- Гуменюк Віктор («Гуня») — 31.01.2001, м. Львів. 35 ОБрМП[24]
- Валько Юрій — 32 ОМБр. 23.04.1986, м. Львів[37]
- Мойсеєнко Олександр Володимирович — 1973, м. Біла Церква. Помер в місті Львів[38]
- Мельник Олег — навідник-оператор. 1989. Загинув поблизу села Садки[39]

### 18 липня
- Либенський Сергій Володимирович («Глиба») — старший лейтенант 13 БрОП НГУ «Хартія». Герой України (8 серпня 2025, посмертно)[40].

### 19 липня
- Баглай Євген — солдат, стрілець-санітар. 40 років, м. Бориспіль[41]
- Нагорний Максим — 20 років, м. Луцьк. Загинув в районі Покровська[42]
- Моргаль Олег — молодший лейтенант, начальник другого відділення інспекторів прикордонної служби 12.05.1987, м. Шостка[43]

### 20 липня
- Березенський Ігор — 15-й мобільний прикордонний загін «Сталевий кордон». 28.06.1968, м. Дубоссари[44]
- Панченко Андрій Вікторович — молодший сержант, НГУ. с. Суховерхівка. Загинув на Донеччині.[45]
- Ямелинець Степан — ОПБр. 27.06.1980, м. Львів[37]

### 22 липня
- Дворцов Петро Анатолійович — 07.10.1990 р.н., с-ще Дубов'язівка. Загинув на Сумщині внаслідок удару ворожого FPV-дрона.[46]

### 21 липня
- Дума Володимир — в.ч. А5213. 10.07.1983, м. Бучач[47]
- Мельникович Віктор Юрійович — 2 квітня 2000, с. Козаківка. Загинув поблизу села Осикове Краматорського району[48]

### 22 липня
- Проців Микола — 26.12.1990, с. Малехів[49]

### 23 липня
- Чураєв Віталій — 53 ОМБр. 5.09.1987, м. Херсон[50]
- Палюшок Ярослав — 90-й батальйон 81 ОАеМБр. 57 років, с. Оброшине Львівського району. Загинув поблизу Серебрянки Донецької області [51]

### 24 липня
- Гуменний Владислав Михайлович — старший лейтенант. 5.8.2003, м. Костянтинів. Загинув поблизу села Новоекономічне Покровського району Донецької області[52]
- Богдан Луценко — полковник (посмертно). 13.01.1987, с. Ображіївка. Загинув на Харківщині[53]

### 25 липня
- Мельник Степан — 60 ОМБр. 5.06.1981, м. Львів[49]

### 26 липня
- Мартинюк Ангеліна Петрівна — 08.06.2005 р.н.. Загинула в Покровську[54]

### 28 липня
- Суходольський Георгій — 9.09.1998, м. Львів[55]
- Шумик Дмитро — командир взводу зв'язку стрілецького батальйону, 155 ОМБр. 29 років, с. Чернихів[51]

### 29 липня
- Павлюк Павло — 1977, с. Татарів. Загинув внаслідок нещасного випадку в Чернігівській області[56]
- Качинський Михайло — 63 ОМБр. 11.06.1981, с. Гребінці[57]

### 30 липня
- Радишевський Павло — 125 ОБрТрО. 16.06.1993, м. Львів[50]
- Лазурко Юрій — 67 ОМБр. 7.10.1966, с. Ковпин Ставок[57]
- Климович Ігор («Африка»)— молодший лейтенант 3 ОШБр. 13.06.1991, с. Грабовець. Загинув на Харківщині[58][59]

### 31 липня
- Гавловський Сергій Петрович («Цифра») — 10 ОГШБр. м. Івано-Франківськ[60]
- Семенюк Іван — водій кулементного взводу, 109 ОГШБ, 10 ОГШБр[61]
- Бурдюг Віталій — кулеметник бронеавтомобіля у протитанковому взводі роти вогневої підтримки, 1991, Нова Прага [62]

### невідомо
- Лудвік Кирило («Коуч») — бригада НГУ Азов. 13 липня 1995, м. Київ[63][64]
- Деркач Арсен («Тайкус») — бригада НГУ Азов. 11 липня 2006, Сопів[65][66]